# NGC 508
NGC 508 je galaksija u zviježđu Ribe.

## Vanjske poveznice
- SEDS: NGC 0508